# Benzylchlorid
Benzylchlorid ist eine chemische Verbindung aus der Gruppe der aromatischen Halogenkohlenwasserstoffe. Es handelt sich um eine farblose, tränenreizende, stechend riechende Flüssigkeit, die in der Synthesechemie als wichtiges Zwischenprodukt bei der Herstellung von Benzylalkohol, Weichmachern und Farbstoffen dient.

## Darstellung

### Großtechnisch
Benzylchlorid lässt sich durch radikalische Chlorierung von Toluol darstellen. Dabei entsteht ein Gemisch der drei verschiedenen, in der Seitenkette Chlor-substituierten Toluolderivate (Benzylchlorid, Benzalchlorid und Benzotrichlorid), aus denen das Benzylchlorid abgetrennt werden muss.

### Im Labor
Im Labor kann Benzylchlorid durch Umsetzung von Benzylalkohol mit Salzsäure synthetisiert werden. Dabei wird die Hydroxygruppe des Alkohols mittels einer Substitutionsreaktion durch ein Chloratom ersetzt, wobei das entsprechende Reaktionsprodukt entsteht:

## Eigenschaften

### Physikalische Eigenschaften
Benzylchlorid ist eine farblose Flüssigkeit, die unter Normaldruck bei 179 °C siedet. Die molare Verdampfungsenthalpie beträgt am Siedepunkt 48,6 kJ·mol−1. Die Dampfdruckfunktion ergibt sich nach Antoine entsprechend log10(P) = A−(B/(T+C)) (P in bar, T in K) mit A = 4,68263, B = 1932,142 und C = −39,396 im Temperaturbereich von 295 bis 452,6 K.

### Sicherheitstechnische Kenngrößen
Benzylchlorid bildet oberhalb der Flammpunkttemperatur entzündliche Dampf-Luft-Gemische. Die Verbindung hat einen Flammpunkt bei 60 °C. Der Explosionsbereich liegt zwischen 1,1 Volumenprozent (55 g/m3) als untere Explosionsgrenze (UEG) und 14 Volumenprozent als obere Explosionsgrenze (OEG). Entsprechend der Dampfdruckfunktion ergeben sich ein unterer Explosionspunkt von 58 °C.  Die Zündtemperatur beträgt 585 °C. Der Stoff fällt somit in die Temperaturklasse T1.

## Verwendung
Der Hauptteil des erzeugten Benzylchlorids wird zu Benzylalkohol weiterverarbeitet. Daneben ist Benzylchlorid ein Baustein für die Benzylierung bei der Herstellung von Weichmachern (Phthalsäurebenzylester), Farbstoffen, Arzneimitteln, Parfüms und Vulkanisationsbeschleunigern. Es wird als Reagenz zur Einführung der Benzyl-Schutzgruppe z. B. für Amine, Phenole und Alkohole verwendet.

## Sicherheitshinweise
Benzylchlorid selbst wirkt ätzend auf Augen, Atemwege und Haut und zerfällt beim Erhitzen u. a. in Chlorwasserstoff. Benzylchlorid wird als krebserregend (Kategorie 1B) eingestuft; Hauptaufnahmewege sind der Atemtrakt und die Haut.
Wenn möglich sollte auf das weniger toxische Benzylbromid ausgewichen werden.